# Kärnkraftsfrågan i Sverige
Denna artikel handlar om den politiska debatten kring kärnkraft i Sverige. Se kärnkraft i Sverige för en teknisk beskrivning.
Frågan om kärnenergins vara i Sverige har en mer än 60-årig historia med utgångspunkt från självförsörjning vägt mot säkerhet och de incidenter som faktiskt inträffat under åren.
Atomkommittén som tillsattes 1945 kom att utarbeta de första riktlinjerna till det som kom att kallas den svenska linjen och som bland annat innebar att AB Atomenergi bildades. Forskningsfrågor togs så småningom över av Statens råd för atomforskning. Man hann pröva på uranbrytning i Ranstad och bygga Sveriges första och enda huvudsakligen fjärrvärmeproducerande kärnanläggning i Ågesta, innan oljekrisen 1973 på allvar satte fart på utbyggnaden av svensk kärnkraft. Denna ledde till en kraftig utbyggnad av direktverkande elvärme, eftersom kraftverksägarna inte då hade ansvar för värmeförsörjning och därför inte beaktade fördelarna med kraftvärmealternativ vid närhet till tätorter som Örestad.
Tjernobylolyckan 1986 ställde reaktorsäkerheten på sin spets och kärnkraftsfrågans traditionella argument för och emot har spetsats till ytterligare med klimatförändring och global uppvärmning, där Kommissionen för att bryta oljeberoendet i Sverige till år 2020 kan ses som ytterligare ett debattinlägg.

## Folkomröstning 1980
Mot bakgrund av Harrisburgolyckan 1979 hölls i Sverige 1980 en folkomröstning i frågan, där väljarna fick tre alternativ:
1. Linje 1 innebar att kärnkraften skulle avvecklas i den takt som var möjlig. Man skulle avvakta att förnybara energikällor blev tillgängliga och ingen ytterligare kärnkraftsutbyggnad skulle få förekomma.
2. Linje 2 var i princip identiskt med linje 1, men krävde även att alla framtida energianläggningar av betydelse skulle ägas av stat och kommun.
3. Linje 3 sade ett definitivt nej till utbyggnad av kärnkraften. Vidare förespråkades att all kärnkraft skulle vara avvecklad inom tio år.

Folkomröstningen har ifrågasatts ur demokratisk synpunkt, eftersom alla tre alternativen var nej-alternativ till kärnkraft, med avveckling i olika takt. De som ville ha kärnkraft i Sverige hade inget att rösta på.
Valdeltagandet var 75,6 %, vilket kan jämföras med valdeltagandet i riksdagsvalet 1979 som var 90,7 %.
Resultatet blev minst lika omdebatterat. Det första alternativet, Linje 1, fick 18,9 %, Linje 2 39,1 %, Linje 3 38,7 % och 3,3 % röstade blankt. Riksdagen beslutade efter omröstningen att kärnkraften skulle avvecklas, och satte upp ett "slutdatum" 2010 när den sista reaktorn skulle vara ur bruk. Detta årtal baserade sig på att kärnkraftverkens livslängd bedömdes till 25 år, och den sista reaktorn planerades få starta 1985.

## Livstidsförlängning
Sedan folkomröstningen 1980 har kvarvarande sex reaktorers livslängder förlängts från 25 till 60 år, dvs. kring år 2045. Även problemen med växthuseffekten har uppmärksammats sedan omröstningen, vilket gjort att övergång till fossila bränslen som kol, olja och naturgas inte anses vara ett hållbart alternativ – liksom de inte uppfattades vara då.

## Avveckling

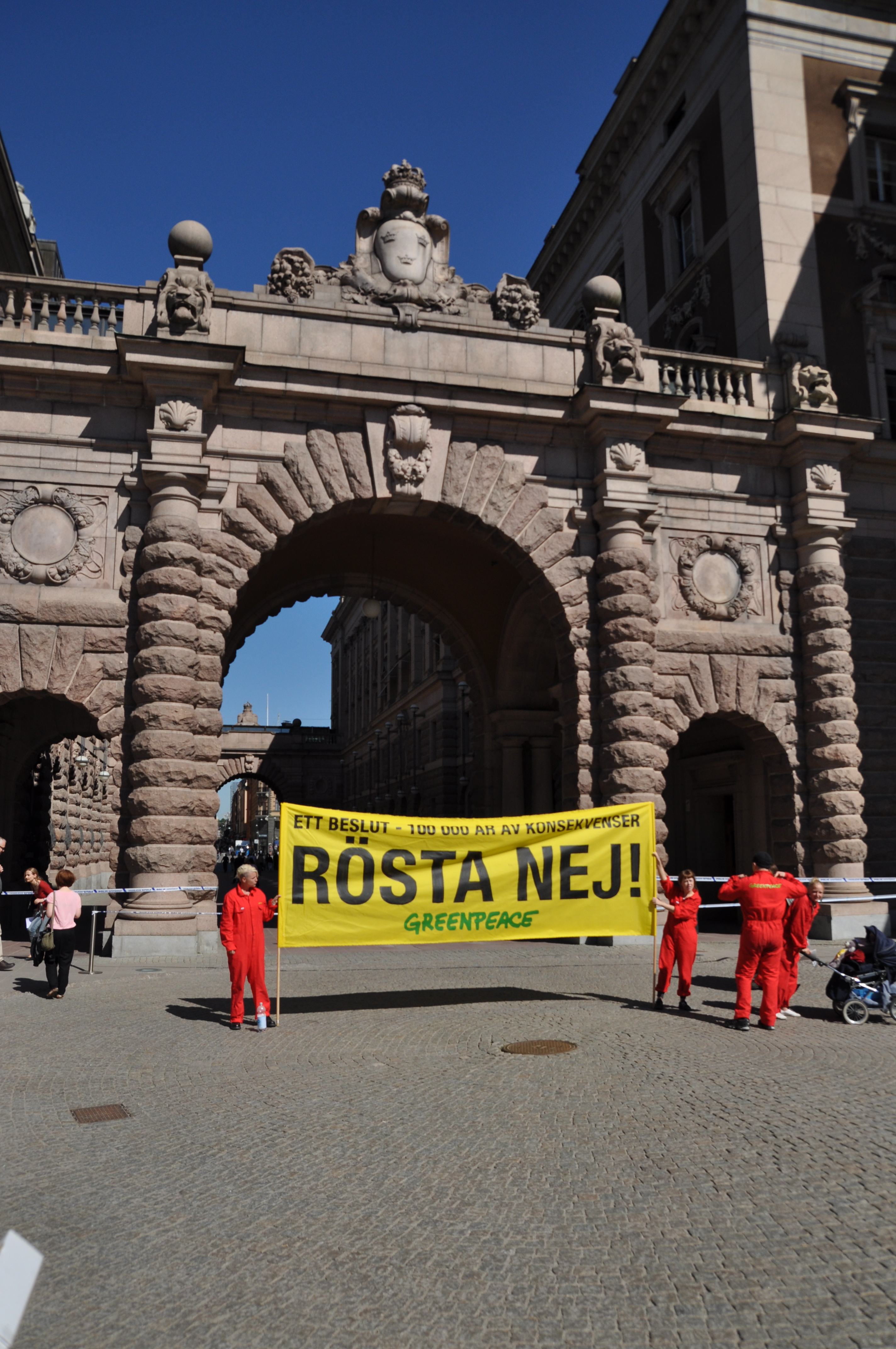
Protest mot nybyggnad av kärnkraftreaktorer i Sverige.

År 1997 beslutade riksdagen (1997:1320) om kärnkraftens avveckling utan att något slutdatum fastställdes. Istället beslutades att "omställningen skall genomföras på ett sätt som gör det möjligt att tillförsäkra svensk industri och samhället i övrigt el på internationellt konkurrenskraftiga villkor" och regeringen gavs rätt att besluta om sluttidpunkten för varje enskild kärnkraftsreaktor. 
Barsebäcks kärnkraftverk togs ur drift eftersom det i viss mån hade stört relationerna med Danmark, ett land som inte hade några egna kärnreaktorer och ansåg att Barsebäck låg alldeles för nära Köpenhamn. Kärnkraftverken hade placerats i Barsebäck i enlighet med statliga närförläggningsutredningen för att kunna förse hela Öresundsregionen, inklusive Danmark, med el. Danmark hade också krävt att Sverige skulle fortsätta exportera el till Danmark, även när eleffektbrist rådde i Sverige. Barsebäck 1 stängdes 1999, och i oktober 2004 meddelade regeringen att den hade kommit överens med Centerpartiet och Vänsterpartiet om att Barsebäck 2 skulle stängas under 2005. Så skedde även i månadsskiftet maj/juni 2005. 
Den 17 juni 2010 röstade riksdagen ja till att bygga nya kärnreaktorer, men bara för att ersätta gamla. Sverige skulle även fortsättningsvis ha maximalt tio reaktorer. Resultatet blev 174 röster för förslaget och 172 emot.
Vattenfall ansökte i augusti 2012 om tillstånd att få bygga nya kärnkraftverk för att ersätta de kärnkraftverk vars livslängd går ut runt 2025. I november 2014 meddelade Vattenfall Riksdagen att processen "lagts i vänteläge".
Oskarshamn 1 stängdes permanent i juni 2017 och beslut om stängning av Oskarshamn 2 fattades i oktober 2015. I oktober 2015 fattade ägaren statliga Vattenfall beslut om att stänga Ringhals 1 och 2 år 2020 respektive 2019. Enligt Vattenfalls VD Magnus Hall hade det politiska beslutet att höja effektskatten på kärnkraft en avgörande roll för beslutet att stänga Ringhals 1 och 2 i förtid . Effektskatten gjorde kärnkraften olönsam samtidigt som elpriset sjunkit efter att vindkraftsel blivit billigare att producera än kärnkraft. Avvecklingen av Ringhals 1 och 2 genomfördes trots att stora investeringar genomförts för att möta EU’s  ökade säkerhetskrav på att kärnreaktorer ska klara längre bortfall av elnätet efter Fukushimaolyckan Detta hade även krävt stora investeringar i Oskarshamn 1 och 2. Bidragande var också att utbyggnaden av vindkraft i Sverige var subventionerad. Det fanns betydande skillnader i hur skatter och subventioner påverkade olika kraftproduktionsslag. Det pekade både IVA och Svensk Energi på i varsin rapport. Efter Vattenfalls hot om att lägga ned samtliga reaktorer minskade regeringen effektskatten kraftigt 2017 och efter en överenskommelse över blocken avskaffade den helt 2018.